# Sebastian Sikorski
Sebastian „p0cket00“ Sikorski (* 27. April 1989) ist ein professioneller kanadischer Pokerspieler, der ausschließlich online spielt. Er führte für 28 Wochen die Onlinepoker-Weltrangliste an.

## Pokerkarriere
Sikorski spielt online unter den Nicknames p0cket00 (PokerStars sowie UltimateBet), p00cket00 (partypoker, Full Tilt Poker sowie Americas Cardroom), p000cket000 (888poker) und p0000cket0000 (TitanPoker). Seine Online-Turniergewinne lagen im November 2020 bei mehr als 13,5 Millionen US-Dollar, wobei der Großteil von über 8,5 Millionen US-Dollar bei PokerStars erspielt wurde. Bei der aufgrund der COVID-19-Pandemie auf GGPoker erstmals ausgespielten World Series of Poker Online erzielte der Kanadier von Juli bis September 2020 sieben Geldplatzierungen.
Vom 29. Juni bis 26. Juli 2011 stand Sikorski erstmals für 4 Wochen auf Platz eins des PokerStake-Rankings, das die erfolgreichsten Onlinepoker-Turnierspieler weltweit listet. Ab dem 3. August 2011 setzte er sich für 7 weitere Wochen in Serie an die Spitze. Nachdem er kurzzeitig von Chris Moorman verdrängt worden war, übernahm Sikorski bis zum 18. Oktober 2011 wieder die Führung der Onlinepoker-Weltrangliste. Anfang Juli 2014 kehrte er für 6 Wochen an die Spitzenposition zurück und konnte sie bis Jahresende für 8 weitere Wochen halten. Dadurch stand der Kanadier für insgesamt 28 Wochen auf Platz eins.